# Stictoleptura fontenayi
Stictoleptura fontenayi ist ein Käfer aus der Familie der Bockkäfer (Cerambycidae) und gehört dort zur Unterfamilie der Schmalböcke (Lepturinae).

## Merkmale
Die Käfer werden zehn bis zwanzig Millimeter lang. Bei den Geschlechtern gibt es Unterschiede in der Färbung und Gestalt (Sexualdimorphismus). Beide Geschlechter weisen eine schwarze Grundfärbung auf. Die langen schwarzen Fühler sind bei beiden Geschlechtern deutlich gesägt. Die Beine sind schwarz. Die Flügeldecken sind rot. Der Halsschild ist beim Weibchen rot, beim Männchen schwarz. Bei den Weibchen sind die Flügeldecken relativ zur Länge breiter als bei den Männchen. 
Die weißen Käferlarven sind etwa 20 mm lang.

## Verbreitung
Stictoleptura fontenayi kommt im westlichen Mittelmeerraum vor. Das Verbreitungsgebiet erstreckt sich über die Iberische Halbinsel (Spanien und Portugal), den Süden Frankreichs sowie über den Nordwesten von Afrika (Marokko, Algerien und Tunesien). Ferner gibt es die Art offenbar auch auf den Azoren.

## Lebensweise
Stictoleptura fontenayi ist eine polyphage Käferart. Die Larven entwickeln sich im Holz verschiedener Laub- und Nadelbäume. Die ausgewachsenen Käfer beobachtet man von Mai bis Juli. Man findet sie häufig an Doldenblütlern. Ein Lebenszyklus dauert vermutlich 2–3 Jahre.

## Taxonomie
In der Literatur finden sich folgende Synonyme:
- Leptura fontenayi Mulsant & Rey, 1839
- Corymbia fontenayi (Mulsant & Rey, 1839)
- Aredolpona fontenayi (Mulsant & Rey, 1839)